# 韩国交易所
韩国交易所（韩语：／ Hanguk Georaeso ?，縮寫：KRX），簡稱韓交所，是大韩民国和世界主要的证券交易所，韩国交易所的股市和证券期货及其它衍生产品交易量都位居世界第一位。总部设在釜山廣域市。2005年由原韩国证券交易所（KSE）、韩国期货交易所（KOFEX）和韩国创业板市场（KOSDAQ）合并而成。
2010年，韩国交易所衍生产品合约交易量为37.52亿手，占全世界交易量的16.8%。 据世界交易所联盟2008年的统计，韩国创业板市场KOSDAQ的成交量及换手率仅次于美国纳斯达克，其上市公司总市值位居世界第四。

## 历史
有价证券在韩国最早出现在1899年。 1911年，韩国证券交易已形成体系，后因第二次世界大战而关闭。 二战结束后，韩国证券业开始复苏，1953年11月韩国证券业协会成立。1956年5月3日，韩国证券交易所正式成立。 随着1962年韩国《证券交易条例》和1968年《关于培育资本市场的特别法》的出台，韩国证券业得到了健康有序的发展。
1981年韩国政府开始分阶段开放证券市场，最初是间接开放，1990年后为完全开放。 1996年7月，韩国创业板市场科斯达克（KOSDAQ）成立，用于发展高科技领域创投公司和中小企业的重要融资渠道。为推进韩国金融衍生品的发展，1999年2月韩国期货交易所(KOFEX)在釜山成立。 2005年1月，韩国对证券市场进行整合，韩国证券交易所（KSE）、韩国期货交易所（KOFES）及韩国创业板市场（KOSDAQ）合并为韩国证券期货交易所（KRX）。
2005年12月，韩国修改相关规定，准许外国企业在韩国资本市场上市。2007年8月17日，总部位于中国深圳的三诺集团在KOSDAQ成功挂牌上市，成为全球第一家在韩国上市的外国企业。

## 构成
韩国交易所由证券交易所、创业板市场科斯达克和期货交易所三个板块构成。其中证券交易所和科斯达克位于首尔，期货交易所位于釜山。

### 证券交易所
证券交易所是韩国交易所的股票和债券交易所，位于首尔。

### 科斯达克
科斯达克是韩国交易所与纳斯达克一样的股票电子交易创业板市场。据世界交易所联盟2008年的统计，在创业板市场中，科斯达克的成交量及换手率仅次于美国纳斯达克，上市公司总市值位居世界第四。

### 期货交易所
韩国期货交易所位于釜山广域市，是韩国交易所的综合性期货、期权交易所。 据美国期货业协会的统计，2011年韩国期货交易所金融衍生品交易量稳居世界首位。其2010年衍生产品合约的交易量为37.52亿手，占全世界交易量的16.8%。

## 上市条件
- 至少有1,000名少数股东，在韩国内招股量不低于100万股（包括存托凭证），小股东占30%以上
- 净资产100亿韩元（8,000万元人民币）以上
- 三年以上经营业绩
- 最近年度及前两年的审计报告中均无保留意见
- 最近会计年度实现盈利基础上同时满足以下条件之一:
  - 最近会计年度的净资产收益率在5%以上，最近3个会计年度年累计净资产收益率在10%以上；
  - 最近会计年度的利润额在25亿韩元以上，最近3个会计年度年累计利润额在50亿韩元以上；
  - 净资产在1,000亿韩元以上时，最近会计年度的净资产收益率为3%以上或利润额为50亿韩元以上。
- 销售收入要求：最近会计年度达300亿韩元（2.4亿元人民币），最近三年平均销售收入达200亿韩元（1.6亿元人民币）。